# BIC (producent)
BIC is een grote Franse producent van wegwerpartikelen zoals aanstekers, schrijfbenodigdheden, scheermesjes enzovoorts. Het bedrijf is opgericht in 1945.
Het bedrijf concurreert grotendeels met Faber-Castell, Gillette, Newell Rubbermaid en Stabilo. De BIC-pen is het bekendste product van het bedrijf met als logo een persoon met een grote balpen achter de rug.

## Geschiedenis

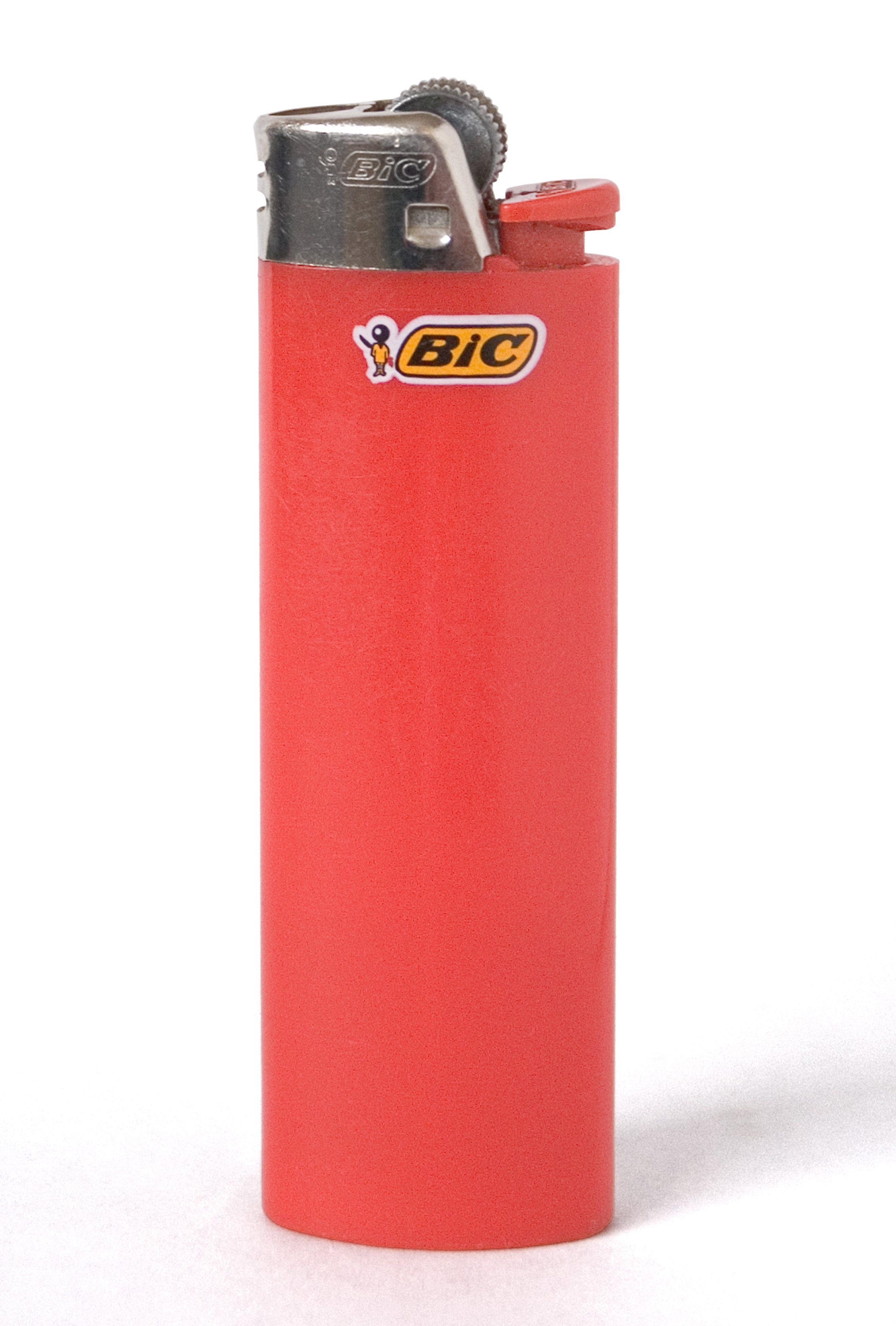
BIC-aansteker

De balpen was een uitvinding van László Bíró, een in 1940 naar Argentinië uitgeweken Hongaar. Voor de Engelssprekenden werd zijn naam ook de naam van het product en de Amerikaanse soldaten hebben de biro na de oorlog in Europa geïntroduceerd. Maar die eerste generatie balpennen lekte en vlekte nogal eens.
De in Turijn geboren Fransman Marcel Bich had in de buurt van Parijs een klein bedrijfje, waar hij vulpennen en vulpotloden vervaardigde – toentertijd eerder iets voor de betere klasse. De naam BIC komt van BICh, de achternaam van Marcel. Hij had een neus voor zaken en besloot dat er een markt moest zijn voor goedkope, lekvrije balpennen. Hij investeerde in een paar dure precisiedraaibanken en een paar jaar later – in december 1950 – werd de eerste wegwerp-BIC (de BIC Cristal) geproduceerd. Wereldwijd werd de BIC-balpen een groot succes, ook op de Amerikaanse markt, waar het bedrijf zelfs autochtone bedrijven als Waterman opkocht.
In 1973 kwam BIC met de wegwerpaanstekers en in 1975 met de wegwerpscheermesjes voor zowel vrouwen als mannen, intussen van enkele tot vier mesjes, inclusief systeem- en niet navulbare scheerapparaten. In 1976 kwam BIC ook met wegwerppanties voor vrouwen, die echter geen succes bleken. Het in 1988 gelanceerde parfumgamma flopte eveneens.
Het assortiment schrijfwaren is inmiddels uitgebreid met potloden, markers, Post-itblaadjes, gummen, lijmstiften, corrigeerstiften en andere bureauaccessoires.
Vandaag de dag beheerst BIC nog altijd circa 60% van de Amerikaanse markt en ruim 90% van de omzet realiseert het buiten Frankrijk. Tussen 1950 en 2005 verkocht het bedrijf al meer dan 100 miljard wegwerppennen.
Tegenwoordig is BIC ook een belangrijke producent van kajaks, surfplanken, wave- en snowboards, een jeugdzeilboot en roeibootjes. Na de overname van de belangrijke fabrikant van de populaire roeibootjes Sportyak en Tabur ging BIC verder met de productie, maar noemde de Tabur toen BIC252. In 2008 werd dit model vervangen door de BIC 245. Bij het ontwerpen van hun modellen wordt een afwijking van de bestaande concepten niet geschuwd.
In 2008 bracht BIC een goedkope wegwerp-gsm op de markt, de BIC Phone (in België in 2010).

## Sponsor
BIC sponsorde in de jaren zestig een professionele wielerploeg die geleid werd door de voormalige Franse winnaar van de Ronde van Frankrijk, Jacques Anquetil. Bovendien was de Nederlandse Tourwinnaar Jan Janssen in dienst van de Bic-ploeg, hoewel er in het jaar van zijn overwinning (1968) met landenteams gereden werd.
In de huidige Ronde van Frankrijk is BIC sponsor en neemt het bedrijf deel in de reclamekaravaan.